# Siem Reap (tỉnh)
Siem Reap (សៀមរាប, phiên âm tiếng Việt là Xiêm Riệp) là một tỉnh tây bắc Campuchia, bên bờ của hồ Tonlé Sap. Tỉnh lỵ của tỉnh này là thành phố Siem Reap. Tên Siem Reap có nghĩa là "người Xiêm bị đánh bại", nhắc đến chiến thắng của Đế quốc Khmer đối với quân Thái Lan dưới thời vua Ayutthaya thế kỷ 17. Ngày nay, thành phố Siem Reap nổi tiếng vì gần khu di tích Angkor Wat, một di sản thế giới.

## Thông tin chung
Năm ở Tây Bắc Campuchia, Siem Reap là nơi thu hút khách du lịch chính ở Campuchia nhờ vị trí của thành phố gần đền Angkor nhất. Hầu hết các ngôi đền được phát hiện như Angkor Wat (được vua Suryavarman II xây dựng vào đầu thế kỷ 12) là các địa điểm thu hút khách du lịch. Gần đây thành phố đã mở rộng nhiều khách sạn, nhà hàng, cửa hàng để phục vụ du khách nước trong và ngoài nước. Quần thể đền Angkor nằm ở Bắc Siem Reap.
Có nhiều địa điểm du lịch khác gần Siem Reap như Angkor Thom được xây bởi Jayavarman VII, Banteay Srei, Ta Prohm, cũng như hàng trăm những ngôi đền đổ nát khác. Angkor Thom đã là thủ đô của Đế quốc Khmer cho đến năm 1431, sau 7 tháng bị bao vây. Thủ đô đã dời đến Phnom Penh năm 1432, và sau đó đến Lovek và Oudong, trước khi dời lại về Phnom Penh năm 1866. Những ngôi đền đổ nát được phát hiện bởi những nhà thám hiểm phương Tây và những người truyền giáo trước vào thế kỷ 19, nhưng Henri Mouhot được xem như là có công "phát hiện" Angkor Wat vào năm 1860.
Từ năm 1795, dưới triều vua Xiêm là Rama I và vua Chân Lạp là Nặc Ấn, đất Xiêm Riệp và Bắc Tầm Bôn bị sáp nhập vào nước Xiêm.
Dưới sự cai trị của Xiêm, tỉnh này được đặt tên là Siam Nakhon (สยามนคร, Thành phố của người Xiêm).
Sau hiệp ước Pháp-Xiêm năm 1867, Xiêm phải chuyển quyền bảo hộ ở Chân Lạp cho Pháp. Đổi lại, Pháp thừa nhận (trao đổi) quyền bảo hộ của Xiêm ở tỉnh Siam Nakhon và Battambang. Tỉnh Siam Nakhon lại đổi tên thành Siemmarat (เสียมราฐ, Đất của người Xiêm).

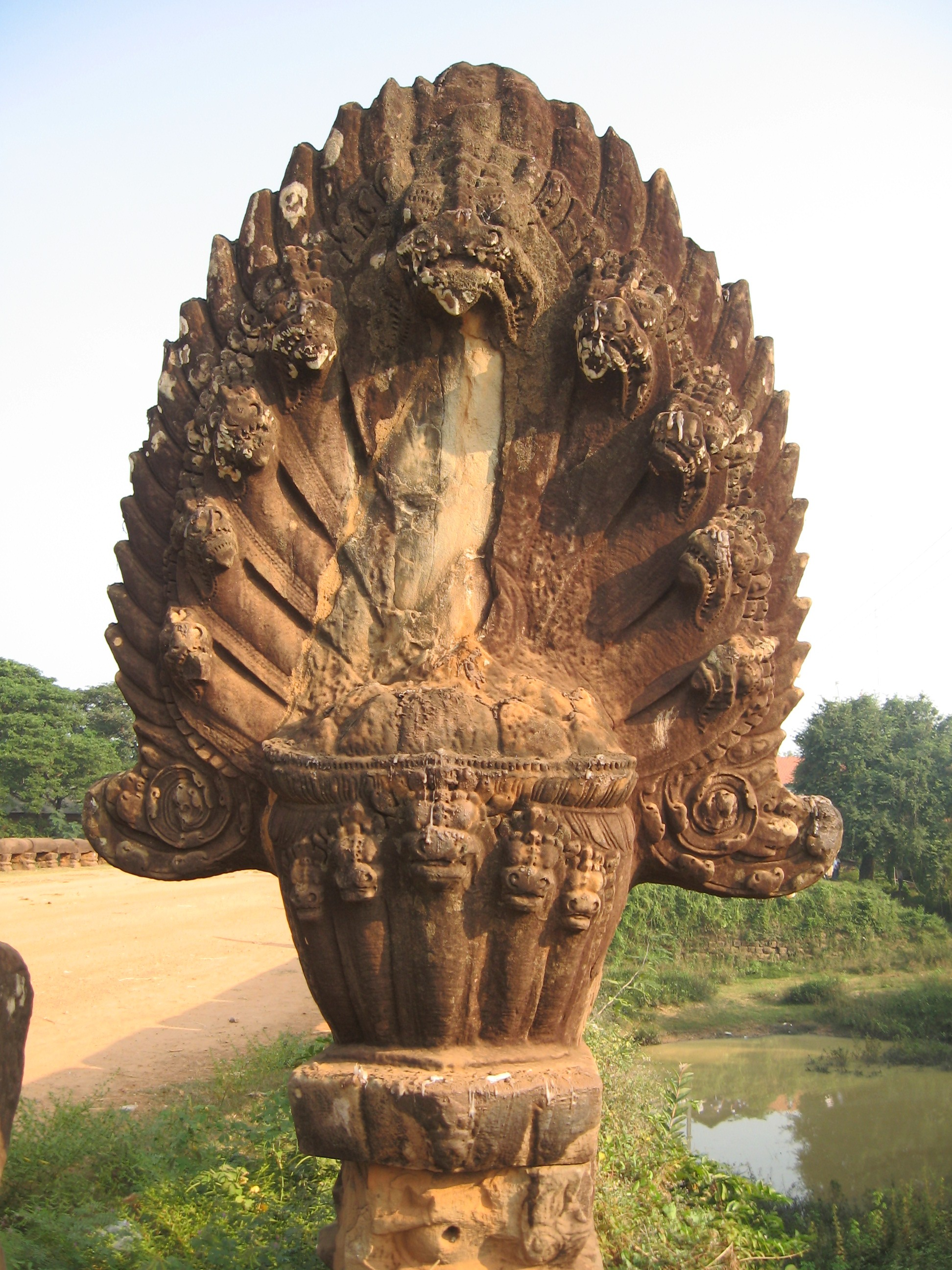
Cầu cổ Kampong Kdai - Siêm Riệp

Tới năm 1906, Pháp lại ký hiệp ước mới với Xiêm và giành lại luôn 2 tỉnh Siemmarat và Battambang cho Liên bang Đông Dương. Sau đó, Siemmarat được đổi lại thành Siam Reap (សៀមរាប, nghĩa là "Xiêm thất bại").

## Đơn vị hành chính
Tỉnh này được chia thành 12 huyện:
| 1701 | Angkor Chum   | អង្គរជុំ    |  |
| 1702 | Angkor Thum   | អង្គរធំ    |  |
| 1703 | Banteay srei  | បន្ទាយស្រី   |  |
| 1704 | Chi Kraeng    | ជីក្រែង     |  |
| 1706 | Kralanh       | ក្រលាញ់     |  |
| 1707 | Puok          | ពួក       |  |
| 1709 | Prasat Bakong | ប្រាសាទ បាគង |  |
| 1710 | Siem Reab     | សៀមរាប     |  |
| 1711 | Soutr Nikom   | សូត្រនិគម   |  |
| 1712 | Srei Snam     | ស្រីស្នាម    |  |
| 1713 | Svay Leu      | ស្វាយលើ     |  |
| 1714 | Varin         | វារីន      |  |